# Христо (филм)
„Христо“ е български игрален филм от 2016 г. на режисьорите Григор Лефтеров и Тодор Мацанов.
За първи път е показан на 11 май 2016 г. в България, а световната му премиера е на 13 октомври 2016 г. по време на филмовия фестивал във Варшава, Полша.

## Сюжет
Внимание:  Текстът по-долу разкрива сюжета на произведението (или части от него)!
Филмът проследява животът на бездомното момче Христо, който намира работа и дом, в който живее под наем. След като е уволнен, е принуден отново да заживее на улицата. Намира си работа, но му се налага да вземе трудното решение – да спаси приятел или отново да загуби работата си.

## Награди
- Наградата на младежкото жури на ФИПРЕССИ в програма „1 – 2“ на филмовия фестивал във Варшава през 2016 г.[1]
- Награда за най-добра мъжка роля (поделена) на фестивала „Златна роза“ (Варна, 2016) - за Димитър Николов.[2]

## Актьорски състав
| Роля                          | Изпълнител |
| ----------------------------- | --- |
| Христо                        | Димитър Николов |
| Ванчо (Приятелят на Христо)   | Димитър Крумов |
| Васил, шефът на шивашкият цех | Юлиан Вергов |
| Коста                         | Стефан Мавродиев |
| Собственикът на склада        | Любомир Нейков |
| Строителният предприемач      | Димитър Рачков |
| Клошарката                    | Ирина Андреева |
| Хазяинът                      | Павел Поппандов |
| Цена                          | Вяра Коларова |
| Инспекторът                   | Петър Горанов |
| Майката на Христо             | Христина Станчева |
| Детето в подлеза              | Мартин Петков |
| Служителки в социална служба  | Ралица Ковачева-Бежан Антония Недева |
| Касиерка                      | Светлана Смолева |
| Шофьорът на камиона           | Илиян Петров |
| Пазачът на цеха               | Борис Грозданов |
| Шивачка                       | Елка Стойчева |
| Лекарят                       | Михаил Попов |
| Работници в склада            | Георги Тодоров Детелин Кандев Йордан Петков Анатоли Бенкин Виктор Дренски Стоян Чобанов Симеон Парманов Йордан Данчев Христо Узунов Слави Стоянов Ана Банкина |
| Орханители в склада           | Йордан Захариев Анатоли Божинов Асен Караниколов Иван Боров                                                                                                   |
| Охранители в супера           | Валентин Станков Георги Стоянов |
| Травестити                    | Виктор Парашкевов Николай Видьов |
| Клошари                       | Емил Стайков Иван Стайков Валентин Йорданов |
| Тийнейджъри                   | Валентин Русинов Георги Каркеланов Калоян Милев Калоян Трифонов Мартин Петрушев Стоил Стоянов Явор Костов                                                     |